# Melospiza
Melospiza es un género de aves paseriformes perteneciente a la familia Passerellidae. El género, comúnmente referido como «gorriones cantores» o chingolos, contiene tres especies, nativas de América del Norte y América Central.

## Especies
Se reconocen las siguientes especies:
- Melospiza melodia.
- Melospiza lincolnii.
- Melospiza georgiana.